# Шахти Ларіна (Водянське)

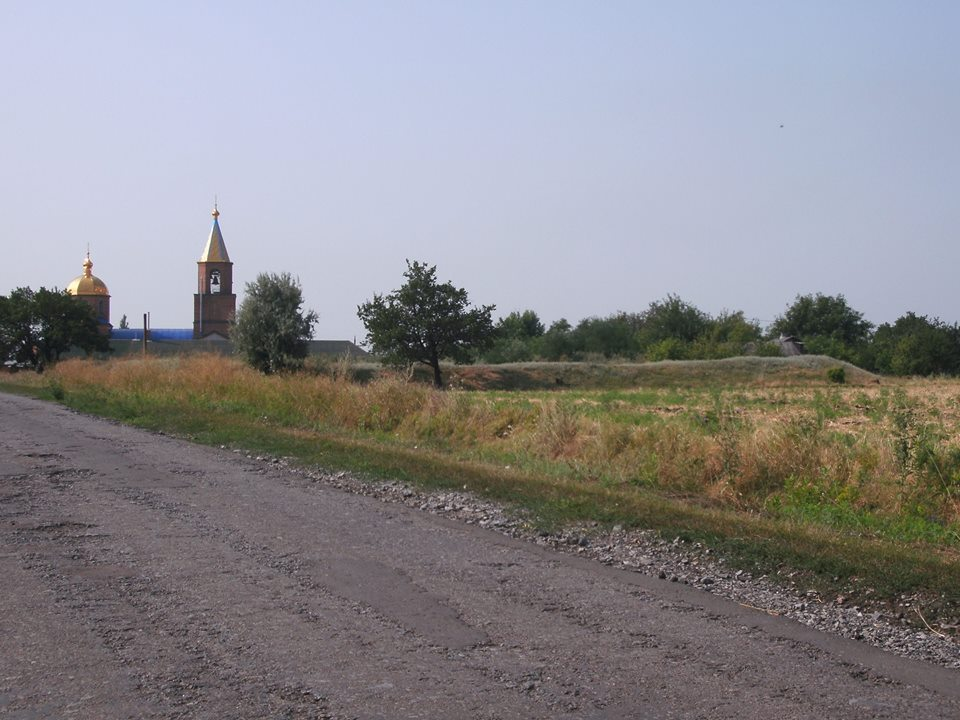
Залишки відвалу породи шахти рудника Ларіна у смт Водянське поруч зі Свято-Введенським храмом

Шахти Ларіна — не функціонуючі (станом на 2017 рік) кустарні шахти у смт Водянське Добропільської міськради. У статистичних звітах Ради З'їзду гірничопромисловців півдня Росії за 1903 рік значиться шахта Ларіна із видобувною здатністю 600 тис. пудів вугілля на рік. Шахта працювала в районі Богодарівки (нині — Світле), де через десять років Л. І. Лутугін виявить пласт вугілля, що розроблявся на Новоекономічному руднику. 
Рештки відвалу породи цієї копальні ідентифікуються досі. Знаходяться вони в районі смт Водянське, поруч із храмом, на захід від терикону шахти «Водяна» № 1 і на південний захід від шахти «Білицька». Шахти Ларіна розробляли пласт k5, який розшаровується на окремі пачки — «П'яту» і «Підп'яток». Одну з пачок потужністю 0,5 метри розкривали шахти землевласника.
Відомі 3 "терикони" Ларінського рудника в смт Водянське: біля храму, на території храму (вивезений), на території приватного домоволодіння.